# Variáveis instrumentais
Em estatística, econometria, epidemiologia e disciplinas relacionadas, o método de variáveis instrumentais (IV, em inglês) é usado para estimar relações causais, quando experimentos controlados não são viáveis.
O método IV permite estimações consistentes quando as variáveis explicativas são correlacionados com os termos de erro de uma relação de regressão. Nesta situação, a regressão linear simples geralmente produz estimativas viesadas e inconsistentes. No entanto, se um instrumento está disponível, estimativas consistentes ainda podem ser obtidas. 
Um instrumento é uma variável que não se pertence à equação explicativa mas está correlacionada com as variáveis explicativas. Em modelos lineares, existem dois requisitos principais para a utilização de um IV:
- O instrumento deve ser correlacionado com as variáveis endógenas explicativo, condicionada a outras variáveis.
- O instrumento não pode ser correlacionada com o termo de erro na equação explicativa, isto é, o instrumento não pode sofrer o mesmo problema que a variável original para a qual ele servirá de instrumento.

## Exemplo
Suponha que um pesquisador deseja estimar o efeito causal do tabagismo sobre a saúde geral (como em Leigh e Schembri 2004 ). 
Em princípio, a existência de correlação entre a saúde e o hábito de fumar não implica necessariamente que o fumo piora a saúde, porque 
- Outras variáveis podem afetar tanto a saúde quanto o hábito de fumar. Por exemplo, pode ocorrer por acaso que pessoas de uma certa cidade exposta à poluição radioativa fumem muito, mas é a poluição que realmente causa problemas de saúde à esta população em estudo.
- Mesmo que o tabagismo cause realmente problemas, a saúde em si pode afetar o hábito de fumar (digamos, um paciente muito doente pode se sentir instigado a fumar mais).

Fazer estudos controlados (por exemplo, colocar uma pessoa num laboratório, sem exposição à poluição, fumando quantidades controladas) pode ser difícil, caro ou antiético. Uma opção alternativa, portanto, seria o pesquisador tentar estimar o efeito causal do tabagismo sobre a saúde a partir de dados observacionais, utilizando, por exemplo, a alíquota de imposto sobre o tabaco como um instrumento para fumar em uma regressão de saúde. 
Se as alíquotas de imposto sobre o tabaco afetam apenas (positivamente, imagina-se) a saúde porque eles afetam o hábito de fumar (mantendo as outras variáveis do modelo fixas), a correlação entre impostos sobre o tabaco e a saúde é uma evidência de que o tabagismo provoca alterações na saúde. Uma estimativa do efeito do tabagismo sobre a saúde podem ser feita também fazendo uso da correlação entre os impostos e os hábitos de fumar.

## Estimação
Suponha que as observações são geradas por um processo na forma
{\displaystyle y_{i}=\beta x_{i}+\varepsilon _{i},}
Onde "i" é o número de cada observação, {\displaystyle y_{i}}  é a variável dependente, {\displaystyle x_{i}} é a variável explicativa, {\displaystyle \varepsilon _{i}} é o erro não observado (que representa tudo que afeta {\displaystyle y_{i}} além de {\displaystyle x_{i}}), e {\displaystyle \beta } é um parâmetro escalar não observado.
O parâmetro {\displaystyle \beta } é o efeito causal em {\displaystyle y_{i}} de uma mudança de uma unidade em {\displaystyle x_{i}}, mantidos todos os demais fatores constantes. O objetivo da econometria, aqui, é estimar {\displaystyle \beta }.
Por simplicidade, vamos assumir que os termos de erro {\displaystyle \varepsilon } não têm correlação serial e são homoscedásticos.
Suponha que um modelo de regressão é proposto. dada uma amostra de "T" observações, o estimador de mínimos quadrados ordinários é
{\displaystyle {\widehat {\beta }}_{\mathrm {OLS} }={\frac {x'y}{x'x}}={\frac {x'(x\beta +\varepsilon )}{x'x}}=\beta +{\frac {x'\varepsilon }{x'x}}.}
onde x, y e {\displaystyle \varepsilon } denotam vetores coluna de dimensão TX1.  Quando x e {\displaystyle \varepsilon } são não correlacionados, sob certas condições o valor esperado do segundo termo da expressão acima é zero, e portanto o estimador de mínimos quadrados ordinários (OLS) é não-viesado e consistente. Ao contrário, quando "x" e outras causas não mensuradas que estão no termo de erro {\displaystyle \varepsilon } são correlacionadas, o estimador OLS é geralmente viesado e inconsistente para β. 
Uma variável instrumental "z" é aquela que é correlacionada com a variável explicativa mas não com os termos de erro. Usando o método dos momentos, poderemos descobrir que:   
{\displaystyle E[y|z]=\beta E[x|z]+E[\varepsilon |z].\,}
O segundo termo do lado direito da equação é zero por hipótese. Resolvendo para {\displaystyle \beta }  e escrevendo a expressão resultante em termo de momentos amostrais, 
{\displaystyle {\widehat {\beta }}_{\mathrm {IV} }={\frac {z'y}{z'x}}=\beta +{\frac {z'\varepsilon }{z'x}}.\,}
Quando z e {\displaystyle \varepsilon } são não correlacionados, o termo final, sob certas condições, tende a zero no limite, o que caracteriza um estimador consistente. Ou seja, o efeito causal de "x" sobre "y" pode ser eficientemente estimado a partir destes dados. 
Esta técnica pode ser generalizada para o caso em que há mais de uma variável explicativa, ou seja, para o caso em que x não é um vetor TX1 (1 variável), e sim uma matriz TXK (K variáveis explicativas, T observações). Seja "Z" uma matriz TXK  de instrumentos. Então, pode ser mostrado que o estimador
{\displaystyle {\widehat {\beta }}_{\mathrm {IV} }=(Z'X)^{-1}Z'Y\,}
é consistente sob as condições discutidas acima. Se houver mais instrumentos que variáveis explicativas, então "Z" é uma matriz {\displaystyle T\times M,M>K}. O método dos momentos generalizados pode ser usado e o estimador IV resultante é 
{\displaystyle {\widehat {\beta }}_{\mathrm {IV} }=(X'P_{Z}X)^{-1}X'P_{Z}y,} onde {\displaystyle P_{Z}=Z(Z'Z)^{-1}Z'}.
Esta expressão torna-se a primeira ({\displaystyle {\widehat {\beta }}_{\mathrm {IV} }=(Z'X)^{-1}Z'Y\,}) quando o número de variáveis instrumentais é igual ao número de variáveis explicativas (M=K) da equação de interesse.